# Liste des conseillers départementaux de la Drôme
Pour un article plus général, voir Conseil départemental du Doubs.

## Assemblée départementale
Avant les élections, le Conseil départemental de la Drôme est présidé par Marie-Pierre Mouton (LR). 
Il comprend 38 conseillers départementaux issus des 19 cantons de la Drôme. 
| Parti                                | Sigle | Sigle | Élus | Groupes                |
| ------------------------------------ | ----- | ----- | ---- | ---------------------- |
| Majorité (21 sièges)                 |       |       |      |                        |
| Les Républicains                     |       | LR    | 11   | Ensemble pour la Drôme |
| Union des démocrates et indépendants |       | UDI   | 6    | Ensemble pour la Drôme |
| Divers droite                        |       | DVD   | 3    | Ensemble pour la Drôme |
| Mouvement radical                    |       | MR    | 1    |                        |
| En marche (7 sièges)                 |       |       |      |                        |
| La République en marche              |       | LREM  | 7    | Unis pour la Drôme     |
| Opposition (10 sièges)               |       |       |      |                        |
| Parti socialiste                     |       | PS    | 7    | La Drôme en mouvement  |
| Divers gauche                        |       | DVG   | 3    | La Drôme en mouvement  |
| Président du Conseil départemental   |       |       |      |                        |
| Marie-Pierre Mouton (LR)             |       |       |      |                        |

## Liste des membres
| Canton                 | 2015-2021               | Parti | Parti | 2021-2027 | Parti | Parti |
| ---------------------- | ----------------------- | ----- | ----- | --------- | ----- | ----- |
| Bourg-de-Péage         | Gérard Chaumontet       |       | LREM  |           |       |       |
| Bourg-de-Péage         | Anna Place              |       | LREM  |           |       |       |
| Crest                  | Muriel Paret            |       | DVG   |           |       |       |
| Crest                  | Jean Serret             |       | PS    |           |       |       |
| Dieulefit              | André Gilles            |       | DVD   |           |       |       |
| Dieulefit              | Corinne Moulin          |       | DVD   |           |       |       |
| Le Diois               | Bernard Buis            |       | LREM  |           |       |       |
| Le Diois               | Martine Charmet         |       | LREM  |           |       |       |
| Drôme des collines     | Emmanuelle Anthoine     |       | LR    |           |       |       |
| Drôme des collines     | Aimé Chaleon            |       | DVD   |           |       |       |
| Grignan                | Luc Chambonnet          |       | DVG   |           |       |       |
| Grignan                | Renée Payan             |       | DVG   |           |       |       |
| Loriol-sur-Drôme       | Françoise Chazal        |       | LR    |           |       |       |
| Loriol-sur-Drôme       | Jacques Ladegaillerie   |       | UDI   |           |       |       |
| Montélimar-1           | Catherine Autajon       |       | UDI   |           |       |       |
| Montélimar-1           | Karim Oumeddour         |       | LREM  |           |       |       |
| Montélimar-2           | Patricia Brunel-Maillet |       | UDI   |           |       |       |
| Montélimar-2           | Laurent Lanfray         |       | MR    |           |       |       |
| Nyons et Baronnies     | Pierre Combes           |       | PS    |           |       |       |
| Nyons et Baronnies     | Pascale Rochas          |       | PS    |           |       |       |
| Romans-sur-Isère       | Karine Guilleminot      |       | PS    |           |       |       |
| Romans-sur-Isère       | Pierre Pieniek          |       | LREM  |           |       |       |
| Saint-Vallier          | Patricia Boidin         |       | PS    |           |       |       |
| Saint-Vallier          | Pierre Jouvet           |       | PS    |           |       |       |
| Tain-l'Hermitage       | Hervé Chaboud           |       | UDI   |           |       |       |
| Tain-l'Hermitage       | Annie Guibert           |       | LR    |           |       |       |
| Tricastin              | Fabien Limonta          |       | LR    |           |       |       |
| Tricastin              | Marie-Pierre Mouton     |       | LR    |           |       |       |
| Valence-1              | Aurélien Esprit         |       | LR    |           |       |       |
| Valence-1              | Béatrice Teyssot        |       | LR    |           |       |       |
| Valence-2              | Zabida Nakib-Colomb     |       | PS    |           |       |       |
| Valence-2              | Pascal Pertusa          |       | LREM  |           |       |       |
| Valence-3              | Nicolas Daragon         |       | LR    |           |       |       |
| Valence-3              | Geneviève Girard        |       | UDI   |           |       |       |
| Valence-4              | Patrick Labaune         |       | LR    |           |       |       |
| Valence-4              | Véronique Pugeat        |       | UDI   |           |       |       |
| Vercors-Monts du Matin | Nathalie Helmer         |       | LR    |           |       |       |
| Vercors-Monts du Matin | Christian Morin         |       | LR    |           |       |       |